# Ciudad Deportiva (Nueva Esparta)
La Ciudad Deportiva, es el estadio oficial del equipo Margarita FC  y a su misma vez es un proyecto que contempla el acondicionamiento de las instalaciones del antiguo Canódromo de Margarita para la práctica de diversas disciplinas deportivas. Está ubicado en el eje Pampatar - Porlamar de Nueva Esparta. Actualmente posee una tribuna principal con capacidad para 4500 espectadores, así como el campo de fútbol y la pista de atletismo.

## Historia

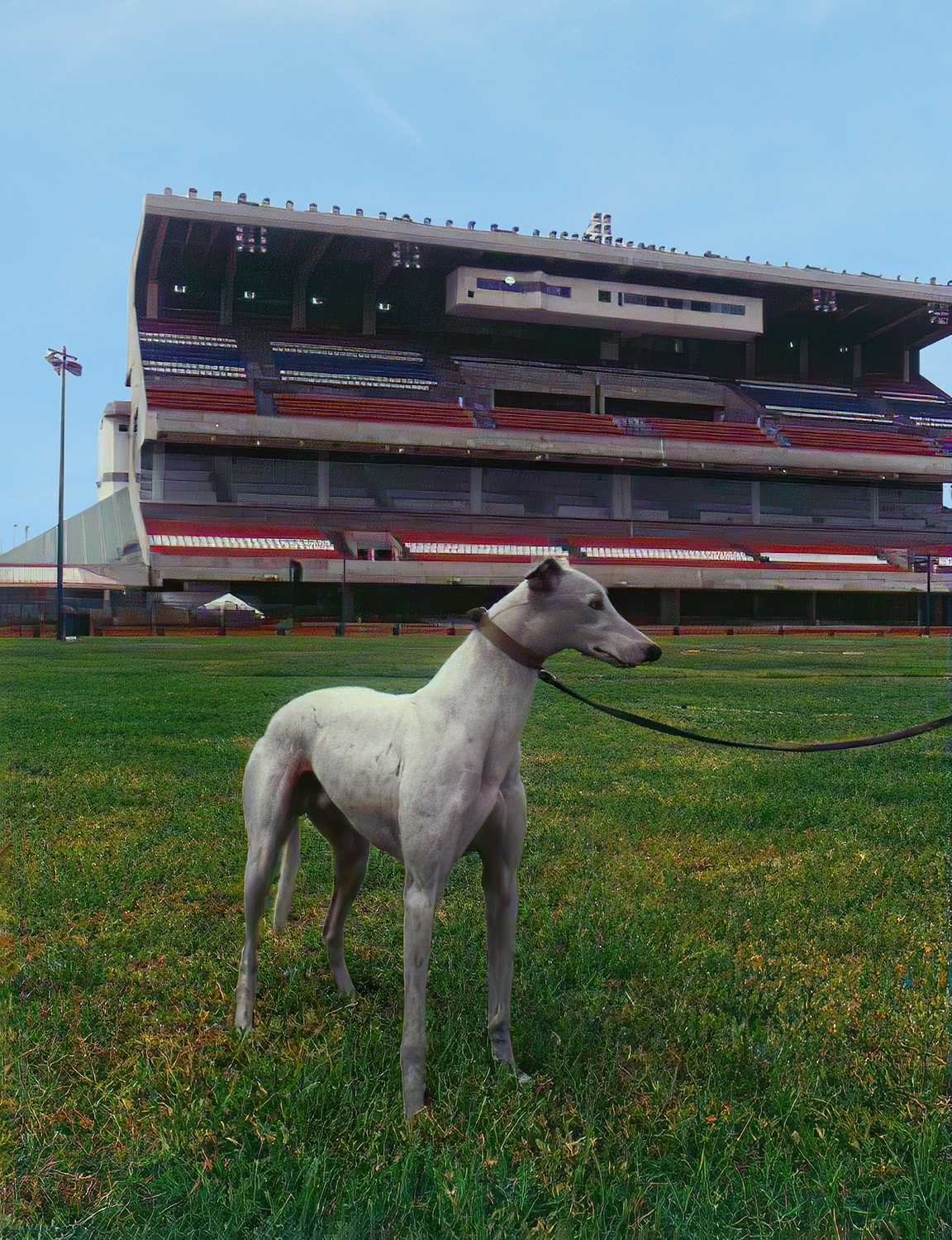
Antiguo Canodromo de Pampatar en 1986

En 1978 comenzó la construcción del Canodromo junto al proyecto de Isla Aventura por medio del Instituto Nacional de Hipódromos de Venezuela. El 18 de diciembre de 1986 es inaugurado el Canódromo Internacional de la Isla de Margarita de la ciudad de Pampatar, una instalación que formaba parte de Isla Aventura (posteriormente llamada como Diverland), siendo la primera instalación de este tipo en el país, un espacio de recreación donde los visitantes se sentaban para observar carreras de galgos mientras hacían sus apuestas.
Sin embargo, cerro sus puertas 1991, como la mayoría de los canódromos de muchos países, pasando por un periodo de 23 años de abandono pero esporadicamente usado como espacio para conciertos. El 10 de agosto de 2013 comenzaron las obras de remodelación del espacio por el gobierno regional.